# 舍奈萊山

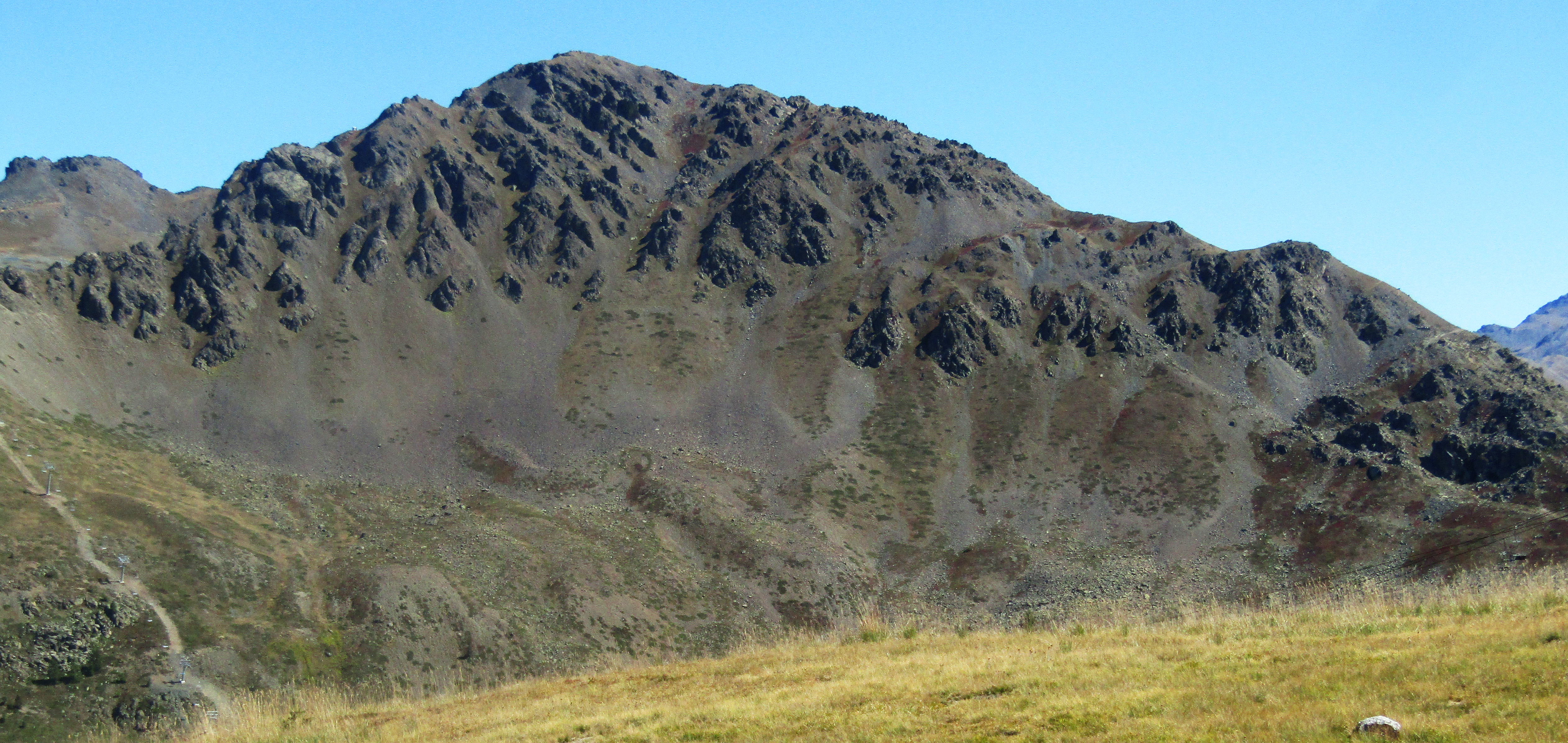

44°54′01″N 6°44′31″E / 44.9003°N 6.7419°E
舍奈萊山（法語：Mont Chenaillet），是法國的山峰，位於該國中部，由普羅旺斯-阿爾卑斯-蔚藍海岸大區負責管轄，屬於科蒂安阿爾卑斯山脈的一部分，海拔高度2,650米，每年平均降雨量1,432毫米。